# Walter von Allwoerden
Walter von Allwörden (Amburgo, 19 dicembre 1890 – Kreuzberg, 3 luglio 1962) è stato un attore tedesco.

## Biografia
Nato ad Amburgo, lavorò come caratterista nel cinema tedesco del primo dopoguerra. Fece il suo esordio sullo schermo nel 1919, a 29 anni. Nella sua carriera, durata fino al 1936, prese parte a circa una trentina di film.

## Filmografia
- Alfreds Techtelmechtel, regia di Ludwig Czerny (1919)
- Lo studente di Praga (Der Student von Prag), regia di Arthur Robison (1935)
- Rose nere (film 1935)|Rose nere (Schwarze Rosen), regia di Paul Martin (1935)
- Corridoio segreto (Der Favorit der Kaiserin), regia di Werner Hochbaum (1936)